# Josef Vítovec
Josef Vítovec (12. března 1906 – ???) byl český a československý politik Komunistické strany Československa a poslanec Ústavodárného Národního shromáždění.

## Biografie
Již za první republiky byl přesvědčeným komunistou. V roce 1946 se uvádí jako profesor a předseda ONV Tábor.
V parlamentních volbách v roce 1946 byl zvolen poslancem Ústavodárného Národního shromáždění za KSČ. V parlamentu setrval do dubna 1948, kdy vzhledem ke svému nesouhlasu s poúnorovým vývojem rezignoval a na krátkou dobu do konce funkčního období (do voleb do Národního shromáždění roku 1948) ho nahradil František Bubník.
Poté působil jako ředitel gymnázia v Klatovech, a to až do roku 1950, kdy byl přeložen do Tábora.